# Hieracium panaeoliforme
Hieracium panaeoliforme là một loài thực vật có hoa trong họ Cúc. Loài này được (Pohle & Zahn) Üksip ex Schljakov mô tả khoa học đầu tiên năm 1989.